# Wojenny almanach filmowy nr 1
Wojenny almanach filmowy nr 1 (ros. Боевой киносборник № 1, Wojewoj kinosbornik nr 1) – radziecki czarno-biały film wojenny z 1941 roku. Pierwszy film z serii trzynastu „Wojennych Albumów Filmowych” poświęconych wielkiej wojnie ojczyźnianej. Ukazał się na ekranach 2 sierpnia 1941 roku. W epizodzie Spotkanie z Maksymem (Встреча с Максимом) pojawia się postać Maksyma (Boris Czirkow), który nawołuje radzieckich żołnierzy do walki z faszystowskim okupantem.
Pierwszy z Almanachów frontowych będący odpowiedzią na hitlerowską agresję na ZSRR.